# Granta
Granta est une revue littéraire et un éditeur au Royaume-Uni.  La revue a été initialement créée par des étudiants de l'université de Cambridge, en 1889. La revue associe fiction et non-fiction. Son audace, la qualité de ses collaborateurs, son flair pour découvrir de nouveaux talents littéraires en ont fait une des revues littéraires les plus lues au monde. Son palmarès des vingt meilleurs jeunes romanciers britanniques, publié tous les 10 ans, est très commenté. À la revue s'est greffée une maison d'édition, Granta Books.

## Histoire
Granta est au départ une publication trimestrielle, créée en 1889 par des étudiants de l'université de Cambridge qui lancent ce magazine autour de la littérature, mais aussi, plus accessoirement, de politique, d'arts et d'autres choses. Le nom vient de la rivière qui traverse la ville de Cambridge. Elle a eu notamment comme collaborateurs emblématiques des écrivains comme E. M. Forster, Sylvia Plath et Alan Alexander Milne.
À la fin des années 1970, alors que la revue périclite, elle est reprise par un Américain, étudiant dans « la vieille Europe » à Cambridge, Bill Buford. Celui s'entoure à nouveau de collaborateurs franc-tireurs et la revue fait découvrir Salman Rushdie, Graham Swift, Kazuo Ishiguro, etc. Procédant souvent par thème (« la Mort du roman », « le Corps », « la Famille », « l'Argent », « l'Afrique », etc.), Granta associe des textes littéraires et des reportages ou des récits de voyage. Bill Buford complète la revue d'une maison d'édition, Granta Books, publiant une quinzaine de livres par an.
En 1995, Bill Buford quitte Granta pour le The New Yorker et Ian Jack lui succède à la tête de la revue littéraire Granta. En septembre 2007, Jason Cowley succède à Ian Jack, puis, en septembre 2008, c'est au tour de John Freeman de succéder à Jason Cowley.
Depuis 1983, Granta établit tous les dix ans un palmarès très attendu des vingt meilleurs jeunes romanciers britanniques,,,.